# Metropolia del Don

Localizzazione dell'oblast' di Rostov.

La metropolia del Don (in russo: Донская митрополия) è una delle province ecclesiastiche che costituiscono la Chiesa ortodossa russa.
Istituita dal Santo Sinodo il 6 ottobre 2011, comprende l'intera oblast' di Rostov nel circondario federale meridionale.
È costituita da tre eparchie:
- Eparchia di Rostov
- Eparchia di Volgodonsk
- Eparchia di Šachty

Sede della metropolia è la città di Rostov sul Don, il cui vescovo ha il titolo di "Metropolita di Rostov e Novočerkassk".